# 성석린
성석린(成石璘, 1338년~1423년)은 고려 말 조선 초의 문신이다. 본관은 창녕이며, 창녕부원군(昌寧府院君) 성여완(成汝完)의 아들이다. 자는 자수(自修), 호는 독곡(獨谷)이다. 이성계의 역성혁명에 참여하여 단성보절찬화공신(端誠保節贊化功臣)에 책록되고, 태종 때 창녕부원군(昌寧府院君)에 봉해졌으며, 우의정, 좌의정을 거쳐 1415년 영의정에 올랐다. 시호는 문경(文景)이다.

## 생애
1357년(공민왕 6) 과거에 급제하였다. 벼슬이 전리총랑(典理摠郞)에 이르러 신돈의 모함으로 인하여 해주목사로 좌천, 다시 돌아와서 성균관사성이 되고 밀직대언(密直代言)에 뽑혀 지신사(知申事)에 올랐다.
1375년 우왕이 즉위한 후 밀직제학이 되었을 때 왜구가 대거 침입하자 조전(助戰)원수가 되어 양백연(楊伯淵)의 부하로 참전, 크게 전공을 세우고 공신의 호를 받았으며 동지사사(同知司事)에 승진, 뒤에 양백연의 옥에 연좌되어 함안(咸安)에 귀양갔다. 돌아와서 창원군(昌原君)에 피봉되었다.
정당문학(政堂文學)을 거쳐 양광도 관찰사를 지낼 때 큰 흉년이 들자 의창(義倉)을 설치하여 구호에 만전을 기하니 조정에서는 다른 도에서도 모두 의창을 두게 하였고, 문하평리(門下評理)가 되었다.
1389년 이성계와 공모하여 우왕·창왕 부자를 몰아내고 공양왕을 세워 9공신의 한 사람이 되었다. 대제학을 지내고 문하찬성사(門下贊成事)가 되었다.
그 후 조선 개국 초에 이색·우현보(禹玄寶)의 일당으로 몰려 고향에 안치되었다가 뒤에 벼슬에 들어 문하우정승, 좌정승, 우의정, 좌의정을 거쳐 영의정에 이르렀다.
1395년(태조 4년) 음력 6월 13일 판한성부사에 최초로 임명되었다.
1415년 음력 7월 3일 영의정부사(領議政府事)가 되었다.
성석린은 본관이 창녕(昌寧, 지금의 경상남도 창녕군)이듯이 창녕이 세거지였다. 호는 독곡(獨谷), 조부는 판도 총랑(版圖摠郞) 성군미(成君美)이고, 모친은 밀직사지신사(密直司知申事) 나천부(羅天富)의 딸이다. 둘째 동생인 성석용(成石瑢)과 성석연(成石烟)은 각각 보문각대제학(普文閣大提學)과 예조판서(禮曹判書)를 역임하였다. 성석린은 순흥 안씨 안원숭(安元崇)의 딸과 혼인하여 2남 2녀를 두었는데 장남은 성지도(成志道), 2남은 성발도(成發道)이다. 문집으로 『독곡집(獨谷集)』(서울특별시 유형문화재 제395호)이 전한다.
《명신록》에 따르면, 태조 이성계의 오랜 벗으로서 이성계를 만나러 가는 차사로 자원한 적이 있다고 한다. 한편 시문에 능하고 진초(眞草)를 잘 써 당대 명필로 이름을 떨쳤다.
묘소는 경기도 포천시 신북면 고일리에 있다. 1986년 4월 9일 포천시의 향토유적 제22호 《성석린선생 묘》로 지정되었다.

## 가족
- 고조부 : 성송국(成松國)
  - 증조부 : 성공필(成公弼)
    - 할아버지 : 성군미(成君美)
      - 아버지 : 성여완(成汝完)

    - 외조부 : 나천부(羅天富)
      - 어머니 : 금성 나씨
        - 동생 : 성석용(成石瑢) - 성담수, 성삼문의 증조부
        - 제수 : 김성리(金成利)의 딸
          - 조카 : 성개(成槪) - 성담수의 조부
            - 종손 : 성희(成熺) - 성담수의 아버지

          - 조카 : 성달생(成達生) - 성삼문의 조부
            - 종손 : 성승(成勝) - 성삼문의 아버지

        - 동생 : 성석연(成石珚) - 성현의 증조부
        - 제수 : 유실(柳實)의 딸
          - 조카 : 성엄(成揜) - 성현의 조부
            - 종손 : 성염조(成念祖) - 성현의 부친

        - 부인 : 안원숭(安元崇)의 딸, 순흥안씨
          - 장남 : 성지도(成志道)
          - 차남 : 성발도(成發道)
          - 장녀 : 송석동(宋石同)에게 출가

## 성석린이 등장하는 작품
- 용의 눈물 KBS, 1996년~1998년, 배우:안형식
- 정도전 KBS, 2014년~2014년, 배우:원종선

## 같이 보기
- 하륜
- 조준
- 독곡집 권상

## 참고 자료
- 「아무도 조선을 모른다」, 함흥차사는 없다, 배상열 저, 브리즈(2009년, 56~57p)
- 「한권으로 읽는 세종대왕실록」, 세종 5년(1423년 계묘년), 박영규 저, 웅진지식하우스(2008년, 189~191p)

| 전임 초대 | 제1대 판한성부사 1395년 음력 6월 13일 ~ ? | 후임 정희계 |

| 전임 김사형 | 조선의 문하우정승 1399년 12월 1일 - 1400년 3월 14일 | 후임 민제 |

| 전임 심덕부 | 제3대 조선의 문하좌정승 1400년 3월 14일 - 1400년 8월 21일 | 후임 민제 |

| 전임 이무 | 조선의 우의정 1403년 3월 4일 - 1404년 6월 6일 | 후임 이서 |

| 전임 조준 | 조선의 영의정 1405년 7월 3일 - 1407년 7월 4일 | 후임 이화 |

| 전임 하륜 | 조선의 좌의정 1407년 7월 4일 - 1412년 8월 21일 | 후임 하륜 |

| 전임 하륜 | 조선의 영의정 1412년 8월 21일 - 1414년 4월 17일 | 후임 하륜 |

| 전임 초대 | 조선의 섭정 1413년 1월 ~ 1413년 2월 | 후임 상왕 이방원 |